# 中村昇 (写真家)
中村 昇（なかむら のぼる、1947年 - ）は、日本の写真家。

## 来歴
日本大学藝術学部写真学科卒業。集英社入社、1970年代以降「Seventeen」「週刊プレイボーイ」「月刊プレイボーイ」など集英社の雑誌で多くのグラビアを撮影した。2008年集英社定年退職、フリーとなる。

## 作品集
- 『松本ちえこ写真集「愛があるから・・・あなたへ」』週刊プレイボーイ編集・集英社　1981年4月20日
- 『郷ひろみ やさしすぎて』Seventeen編集　集英社　1986
- 『Weeks 過ぎ去るものは、美しい 5年分の一週間。』集英社　1992　週刊プレイボーイ増刊 プレイボーイの本 special
- 『坂上香織写真集』集英社　1995
- 『夢駆 瀬戸朝香写真集』集英社　1995
- 『裸のweeks』集英社　1996
- 『ゆり子・ひかり/きせき 石田ゆり子・石田ひかり写真集』集英社　1996
- 『吉井怜の恋。』集英社　1999
- 『Fragile 山口紗弥加写真集』集英社　2000
- 『Girls 東欧6ヵ国で見つけた32人の究極美女ヌード』集英社　2001
- 『紫艶kiss me』集英社　2001
- 『PREMIUM 井川遥』集英社　2001
- 『Eternity 永遠の美少女たち』集英社インターナショナル 2003
- 『10代 相武紗季写真集: 10代Aibu love live file』集英社　2005
- 『ロシア・天使の詩』集英社　2006
- 『Why? 川村ゆきえ写真集』ゴマブックス　2009
- 『ミラージュ 安めぐみ写真集』ワニブックス　2010
- 『あいのしずく　橋本マナミ写真集』ワニブックス　2014
- 『愛鍵　奥山かずさ写真集』ワニブックス　2020

## 参考
- https://www.news-postseven.com/archives/20170303_497024.html?DETAIL
- https://twitter.com/noboru_n19h| スタブアイコン | この項目は、カメラに関連した書きかけの項目です。この項目を加筆・訂正などしてくださる協力者を求めています（P:写真/PJ:カメラ）。 |  - 表示
  - 編集